# Thumbsucker
Thumbsucker es una película estadounidense de comedia dramática de 2005 y dirigida por Mike Mills. Es una adaptación de la novela homónima de Walter Kirn. La película se centra en Justin Cobb (Lou Taylor Pucci) y cómo lucha con su problema de chuparse el pulgar, así como sus experiencias con hipnosis, sexo y drogas.

## Argumento
Justin Cobb (Lou Taylor Pucci) es un tímido chico de diecisiete años que vive con sus padres y su hermano pequeño en un pueblo de Oregón. Justin tiene el persistente hábito de chuparse el pulgar, hábito que su padre (Vincent D'Onofrio) desaprueba, y que anteriormente le llevó a realizarse un tratamiento dental. Llama a sus padres por sus nombres (Mike y Audrey) debido al problema de inseguridad de su padre. Su madre (Tilda Swinton), una enfermera, comienza a sentir una importante atracción por el actor televisivo Matt Schramm (Benjamin Bratt), entrando en un concurso para conseguir una cita con él. Audrey insiste reiteradamente en que es un "juego inocente", pero está demasiado obsesionada con parecer atractiva para el concurso.
Justin participa en el grupo de debate de su instituto, liderado por el profesor Geary (Vince Vaughn), al cual se unió para acercarse más a la lista y atractiva ecologista Rebecca (Kelli Garner). Trata de iniciar una relación sentimental con ella, pero ella le rechaza por no poder ser totalmente sincero acerca de su problema con el hábito de chuparse el dedo.
En un chequeo regular, su dentista Perry Lyman (Keanu Reeves) intenta solucionar su problema con el pulgar mediante la hipnosis, entrenando a Justin para encontrar su tótem (un ciervo), y mediante la sugestión hace que su pulgar le sepa a equinácea. Esto funciona, y Justin encuentra su pulgar inapetecible, pero su frustración aumenta al no saciarse con él. Tras conspirar con su hermano pequeño para desconcentrar al Dr. Lyman en una carrera ciclista con el padre de Justin, su consejero escolar le recomienda a sus padres que lo traten con Ritalin. Cuando sus padres le plantean la idea, Justin insiste fervientemente en que necesita dicha medicación.
Casi inmeditamantente después de iniciar el tratamiento, Justin empieza a tener mucha energía, confianza y concentración. Comienza a liderar el equipo de debate, sacando a Rebecca de la primera posición, quien se va del equipo de debate y empieza a consumir marihuana. La nueva y agresiva oratoria de Justin le da numerosos premios al grupo de debate. Simultáneamente, empieza a desafiar la neurosis de las personas de su entorno, particularmente con sus problemas sobre el envejecimiento. Con una carta falseada, solicita entrar en la Universidad de Nueva York, contra la insistencia de su madre de estudiar cerca de casa.
Después de que el Ritalin le haga perder el control y caer en argumentos circulares pierde el campeonato estatal de debate, se va del equipo de debate, tira las pastillas y se va con Rebecca. Con ella empieza a fumar marihuana, y frecuentemente ésta le tapa los ojos y realiza juegos sexuales con Justin, que él interpreta como una relación. Cuando cree que la relación va avanzando Rebecca le dice que no hay tal relación, que sólo lo estaba usando para experimentar, y este la deja a ella y a las drogas.
Tanto Justin como su padre sospechan que Audrey está teniendo una aventura con Schramm, pues ella fue transferida a un centro de desintoxicación donde éste está internado. Intentando descubrir a su madre Justin va al centro, y allí encuentra a Schramm fumando entre unos arbustos, que el cuenta la nada romántica verdad. Al día siguiente recibe su carta de aceptación para la Universidad de Nueva York.
En la visita final a Perry, el doctor le revela su descubrimiento de que chuparse el pulgar no es un problema médico, que todo el mundo tiene sus rarezas y nadie tiene todas las respuestas. De hecho, según él, aprender a vivir sin tener todas las respuestas es quizás la respuesta. En su vuelo a  Nueva York, Justin sueña con alcanzar su meta de ser un gran presentador de un informativo, "compartiendo la verdad con el mundo". Más tarde se despierta en el avión chupándose el dedo con una atractiva chica sonriéndole mientras le observa. Ligeramente avergonzado pero seguro de sí mismo se presenta ante ella.

## Reparto principal
- Lou Taylor Pucci – Justin Cobb
- Tilda Swinton – Audrey Cobb
- Vincent D'Onofrio – Mike Cobb
- Kelli Garner – Rebecca
- Keanu Reeves – Doctor Perry Lyman
- Vince Vaughn – Profesor Geary

## Recepción
Según el sitio agregador de reseñas Rotten Tomatoes Thumbsucker tiene un 71 % de críticas positivas de 102.

## Ambientación
La película está ambientada en el pueblo ficticio de Beaverwood, Oregon, y también se rodaron escenas en Beaverton y Sherwood, Oregón, Aeropuerto Internacional de Portland, Instituto Tualatin, y el Centro de Enriquecimiento Social en Wilsonville, Oregon. El nombre de Beaverwood fue un error de los creadores,[cita requerida] y parece ser la combinación de los nombres Beaverton y Sherwood.

## Banda sonora
La banda sonora consistía originalmente en un número de reversiones de canciones interpretadas por Elliott Smith, pero éste murió antes de finalizar el proyecto. Tim DeLaughter y The Polyphonic Spree fueron elegidos entonces para componer una banda sonora original después de que Mills se impresionase al verlos actuar. Tres de las composiciones de Smith permanecieron en la banda sonora.